# 512.
◄ | 5. stoljeće | 6. stoljeće | 7. stoljeće | ►
◄ | 480-ih | 490-ih | 500-ih | 510-ih | 520-ih | 530-ih | 540-ih | ►
◄◄ | ◄ | 509. | 510. | 511. | 512. | 513. | 514. | 515. | ► | ►►
Astronomija • Književnost • Kršćanstvo • Pravo • Promet

## Smrti
- 3. siječnja  – sveta Genoveva, zaštitnica grada Pariza

## Vanjske poveznice
|  | Zajednički poslužitelj ima još gradiva o temi 512. |